# Robert Oubron
Robert Oubron (Parigi, 18 aprile 1913 – Parigi, 7 febbraio 1989) è stato un ciclista su strada e ciclocrossista francese, cinque volte campione nazionale di ciclocross.

## Carriera
Professionista dal 1936 al 1950, partecipò cinque volte al Bretagne Classic Ouest-France, aggiudicandosi il secondo posto nel 1937.

## Palmarès

### Strada
- 1939

Tour de la Correze
1ª tappa Tour de l'Ouest

## Piazzamenti

### Grandi Giri
- Tour de France

1937: 20ª
1938: 41ª